# Mbuk (langue)
Le mbuk est une langue béboïde de l'Est, parlée au Cameroun.